# Стреляная, Александра Николаевна
Александра Николаевна Стре́ляная (род. 13 февраля 1978, Ленинград, СССР) — российский режиссёр художественного и документального кино, сценарист, кинопродюсер и кинооператор.

## Биография
Родилась в Ленинграде 13 февраля 1978 года.
В 2005 году окончила Санкт-Петербургский Университет кино и телевидения по специальности кинооператор, мастерская Д. А. Долинина.
В 2007 году получила диплом кинорежиссёра в том же университете, мастерская В.Ф.Семенюка
Дипломный фильм «Прощание» получил приз за лучшую короткометражную игровую картину на фестивале «Послание к человеку» в Петербурге, а также приз ассоциации Dan Revival Projects
После окончания университета проходила практику на киностудии «Мосфильм» под руководством кинооператора Ю. В. Клименко.
Дебютный документальный фильм «Сарафан» создан на базе Санкт-Петербургской киностудии «Лендок», премьера состоялась в рамках участия в главном конкурсе международного кинофестиваля документальных фильмов «IDFA» (Амстердам, Нидерланды).
В 2011 году сняла дебютный полнометражный игровой фильм «Суходол» Международная премьера состоялась на кинофестивале в Гамбурге.
В 2012 году Александра Стреляная представила полнометражную картину «Море» в рамках конкурса «Еast of the West» на 48-м Международном кинофестивале в Карловых Варах.
Фильмы «Море» и «Невод» сняты на Терском берегу Кольского полуострова в жанре докудрамы при участии жителей поморских деревень наравне с профессиональными актёрами.
Александра Стреляная работает как автор сценариев, режиссёр и оператор-постановщик, её фильмы неоднократно получали призы на российских и международных кинофестивалях.
Профессионально занимается фотографией. Снимки, созданные автором в разные годы, хранятся в частных коллекциях и музеях мира.
Член Союза кинематографистов России.

## Общественная позиция
С 2014 года открыто выступала против аннексии Крыма и войны на Украине. Неоднократно высказывалась в защиту осужденного украинского кинорежиссера Олега Сенцова.
В феврале 2022 года выступила против вторжения России на Украину. Вскоре уехала из России. Проживает в Женеве (Швейцария).

## Фильмография
| Год  | Фильм                          | Режиссёр  | Сценарист | Кинооператор | Продюсер  | Примечания                     |
| ---- | ------------------------------ | --------- | --------- | ------------ | --------- | ------------------------------ |
| 2005 | «Прощание»                     | зелёная ✓ | зелёная ✓ |              |           | Короткометражный, студенческий |
| 2006 | «Сарафан»                      | зелёная ✓ | зелёная ✓ |              |           | Документальный фильм           |
| 2010 | «Хлеб для птицы»               | зелёная ✓ | зелёная ✓ |              |           | Документальный фильм           |
| 2011 | «Суходол»                      | зелёная ✓ | зелёная ✓ |              |           | Полнометражный игровой дебют   |
| 2012 | «Море»                         | зелёная ✓ | зелёная ✓ | зелёная ✓    | зелёная ✓ | Докудрама                      |
| 2012 | «Поморы»                       | зелёная ✓ | зелёная ✓ |              |           | Документальный фильм           |
| 2015 | «Самый рыжий лис»              | зелёная ✓ | зелёная ✓ |              |           | Художественный фильм           |
| 2017 | «Невод»                        | зелёная ✓ | зелёная ✓ |              | зелёная ✓ | Докудрама                      |
| 2019 | «Порт»                         | зелёная ✓ | зелёная ✓ |              |           | Игровой фильм                  |
| 2023 | «Новое чудо» (в производстве)  | зелёная ✓ | зелёная ✓ |              | зелёная ✓ | Игровой фильм                  |
| 2023 | «Петр Ваулин» (в производстве) | зелёная ✓ | зелёная ✓ |              |           | Документальный фильм           |

## Награды[1][15]
- 2007 — For artistic solution международный кинофестиваль KIN, Ереван, Армения
- 2007 — приз фестиваля  «Послание к человеку», Санкт-Петербург, Россия
- 2007 — национальная премия «Лавровая ветвь» в номинации «Лучший документальный дебют в кино и телевидении»
- 2007 — приз Высших курсов сценаристов и режиссёров на кинофестивале Киношок (Анапа, Россия)[16]
- 2007 — Специальный приз жюри кинофестиваля «Saratov’s passions» (Саратов, Россия)
- 2008 — Гран-при кинофестиваля «Арт-кино» (Москва, Россия)
- 2011 — Диплом режиссёру за любовь к авторскому кино на XIV фестивале независимого кино «ДебоширФильм — Чистые грёзы»
- 2011 — Гран-при на XIII Всероссийском Шукшинском фестивале
- 2012 — Диплом жюри, Фестиваль Российского Документального кино в Нью-Йорке (Трайбека), (Нью-Йорк, США)
- 2013 — Лучшая операторская работа — Александра Стреляная, фильм «Море», ЧМКФ (Россия)
- 2013 — Специальный приз жюри, Международный фестиваль кинематографических дебютов «Дух Огня» (Ханты-Мансийск, Россия)
- 2013 — Приз «Газпром», Международный фестиваль кинематографических дебютов «Дух Огня» (Ханты-Мансийск, Россия)
- 2013 — Приз зрительских симпатий, Программа «Арт-линия», Фестиваль отечественного кино «Московская премьера» (Москва, Россия)
- 2018 — Гран-при на International Film Festival Porto Femme[англ.] (Порту, Португалия)[17][18]
- 2019 — Приз зрительских симпатий в основном конкурсе Забайкальского Международного кинофестиваля (Чита, Россия)[19]
- 2019 — Приз 13-го Фестиваля российских фильмов «Спутник над Польшей» (Варшава, Польша)[20]
- 2023 — Приз за лучшую режиссуру 21-го Российского фестиваля кино и театра «Амурская осень»[21]